# Mellicta songtonia
Mellicta songtonia är en fjärilsart som beskrevs av Doi och Jang-Cheon Cho 1934. Mellicta songtonia ingår i släktet Mellicta och familjen praktfjärilar. Inga underarter finns listade i Catalogue of Life.